# Diego Enríquez
Diego Mauricio Enríquez Gutiérrez (Andahuaylas, 24 de enero de 2002) es un futbolista profesional  Peruano que juega como portero en Sporting Cristal.

## Selección nacional
Fue convocado por Óscar Ibáñez para los partidos contra las selecciones de Bolivia y Venezuela por la clasificación de Conmebol para la Copa Mundial de Fútbol de 2026.

## Estadísticas

### Clubes
Actualizado al último partido jugado el 25 de agosto de 2024.
| Club | Div.          | Temporada     | Liga  | Liga  | Liga    | Copas nacionales(1) | Copas nacionales(1) | Copas nacionales(1) | Copas internacionales(2) | Copas internacionales(2) | Copas internacionales(2) | Total | Total | Total   | Media goleadora(3) |
| Club | Div.          | Temporada     | Part. | Goles | Invicto | Part.               | Goles               | Invicto             | Part.                    | Goles                    | Invicto                  | Part. | Goles | Invicto | Media goleadora(3) |
| --- | ------------- | ------------- | ----- | ----- | ------- | ------------------- | ------------------- | ------------------- | ------------------------ | ------------------------ | ------------------------ | ----- | ----- | ------- | ------------------ |
| Sporting Cristal · Perú |               |               |       |       |         |                     |                     |                     |                          |                          |                          |       |       |         |                    |
| 1.ª | 2020          | 0             | 0     | 0     | 0       | 0                   | 0                   | —                   | —                        | —                        | 0                        | 0     | 0     | 0.00    |                    |
| Cusco F. C. · Perú |               |               |       |       |         |                     |                     |                     |                          |                          |                          |       |       |         |                    |
| 1.ª | 2021          | 11            | -19   | 0     | —       | —                   | —                   | —                   | —                        | —                        | 11                       | -19   | 0     | 1.50    |                    |
| Total club | Total club    | 11            | -19   | 0     | —       | —                   | —                   | —                   | —                        | —                        | 11                       | -19   | 0     | 1.31    |                    |
| Deportivo Binacional · Perú |               |               |       |       |         |                     |                     |                     |                          |                          |                          |       |       |         |                    |
| 1.ª | 2022          | 35            | -38   | 11    | —       | —                   | —                   | —                   | —                        | —                        | 35                       | -38   | 11    | 1.14    |                    |
| 1.ª | 2023          | 32            | -58   | 7     | —       | —                   | —                   | 1                   | -3                       | 0                        | 33                       | -61   | 7     | 2.00    |                    |
| Total club | Total club    | 67            | -96   | 18    | —       | —                   | —                   | 1                   | -3                       | 0                        | 68                       | -99   | 18    | 1.31    |                    |
| Sporting Cristal · Perú |               |               |       |       |         |                     |                     |                     |                          |                          |                          |       |       |         |                    |
| 1.ª | 2024          | 17            | -12   | 8     | —       | —                   | —                   | 0                   | 0                        | 0                        | 17                       | -12   | 8     | 0.88    |                    |
| 1.ª | 2025          | 20            | -19   | 8     | –       | –                   | –                   | 6                   | -16                      | 0                        | 26                       | -35   | 8     | 1.40    |                    |
| Total club | Total club    | 37            | -31   | 16    | 0       | 0                   | 0                   | 6                   | -16                      | 0                        | 43                       | -47   | 16    | 0.91    |                    |
| Total carrera | Total carrera | Total carrera | 115   | -146  | 34      | 0                   | 0                   | 0                   | 7                        | -19                      | 0                        | 122   | -165  | 34      | 0.72               |
| (1) Incluye datos de la Copa Bicentenario. (2) Incluye datos de la Copa Sudamericana y Copa Libertadores. (3) No incluye goles en partidos amistosos. |               |               |       |       |         |                     |                     |                     |                          |                          |                          |       |       |         |                    |